# Blokada Nemčije
Blokada Nemčije, velikokrat znana tudi kot blokada Evrope, je potekala od leta 1914 do 1919. Dolgotrajno pomorsko blokado je izvajala antanta med prvo svetovno vojno in po njej, da bi omejili pomorsko dobavo blaga centralnim silam, ki je vključevala Nemčijo, Avstro-Ogrsko in Osmansko cesarstvo. Blokada velja za enega ključnih elementov končne zmage antante v prvi svetovni vojni. Nemški odbor za javno zdravje je decembra 1918 trdil, da je zaradi lakote in bolezni, ki jih je povzročila blokada, umrlo 763.000 nemških civilistov. Akademska študija iz leta 1928 je število smrtnih žrtev ocenila na 424.000. Med nadaljevanjem blokade po premirju leta 1919 je morda umrlo še dodatnih 100.000 ljudi. 
Tako Nemčija kot Združeno kraljestvo sta se močno zanašala na uvoz hrane, da sta nahranili svoje prebivalstvo in oskrbovala svojo vojno industrijo. Uvoz živil in vojaškega materiala evropskih vojskujočih se strani je prihajal predvsem iz Združenih držav Amerike in jih je bilo treba prepeljati čez Atlantski ocean, zaradi česar sta si Velika Britanija in Nemčija prizadevali blokirati druga drugo. Britanci so imeli kraljevo mornarico, ki je bila večja ter močnejša in je lahko zaradi tega delovala po celotnem britanskem imperiju, medtem, ko je nemška mornarica lahko delovala omejeno, predvsem v nemških vodah, drugod pa je izvajala napade na trgovske ladje in izvajala neomejeno podmorniško kampanjo. 